# Местный бюджет
Местный бюджет — форма образования и расходования денежных средств, предназначенных для финансового обеспечения задач и функций местного самоуправления. Местный бюджет относится к категории «публичные финансы». Формирование местного бюджета регламентировано Бюджетным кодексом Российской Федерации.

## Основные функции
- формирование денежных доходов, являющихся финансовым обеспечением деятельности местных органов власти;
- распределение этих фондов между отраслями народного хозяйства на территории местного самоуправления:
- контроль за финансовой деятельностью предприятий, организаций и учреждений, подведомственных местным органам власти.

В основе распределения общегосударственных денежных ресурсов между звеньями бюджетной системы РФ заложены принципы самостоятельности местных бюджетов, их государственной финансовой поддержки.

## Доходы
Доходы местных бюджетов также, как и доходы других уровней бюджетов, формируются за счёт налоговых и неналоговых доходов. К последним относятся доходы от использования имущества, находящегося в муниципальной собственности, за исключением имущества муниципальных бюджетных и автономных учреждений, а также имущества муниципальных унитарных предприятий, в том числе казённых, и доходы от платных услуг, оказываемых муниципальными казёнными учреждениями. Кроме того, в местные бюджеты поступают ассигнования на финансирование осуществления отдельных государственных полномочий, передаваемых органам местного самоуправления; ассигнования на финансирование реализации местными органами местного самоуправления федеральных законов и законов субъектов Российской Федерации; ассигнования на компенсацию дополнительных расходов, возникших в результате решений, принятых органами государственной власти, приводящих к увеличению бюджетных расходов или уменьшению доходов муниципальных образований, а также другие неналоговые доходы, поступающие в местные бюджеты в порядке и по нормативам, которые установлены федеральными законами, законами субъектов РФ и правовыми актами органов местного самоуправления.

## Расходы
Расходы местных бюджетов связаны, прежде всего, с планами экономического и социального развития соответствующих территорий. В соответствии с Бюджетным кодексом РФ исключительно из местного бюджета финансируются следующие функциональные виды расходов:
- содержание органов местного самоуправления;
- формирование муниципальной собственности и управление ею;
- организация, содержание и развитие учреждений образования, культуры, физической культуры и спорта, средств массовой коммуникации, других учреждений, находящихся в муниципальной собственности или в ведении органов местного самоуправления;
- содержание муниципальных органов охраны общественного порядка;
- организация, содержание и развитие муниципального жилищно-коммунального хозяйства;
- муниципальное дорожное строительство и содержание дорог местного значения;а также мостов и мельниц
- благоустройство и озеленение территорий муниципальных образований;
- организация утилизации и переработки бытовых отходов;
- содержание мест захоронения, находящихся в ведении муниципальных органов;
- организация транспортного обслуживания населения и учреждений, находящихся в муниципальной собственности;
- обеспечение противопожарной безопасности;
- охрана окружающей среды на территории муниципальных образований;
- реализация целевых программ, принимаемых органами местного самоуправления;
- обслуживание и погашение муниципального долга;
- целевое дотирование населения;
- содержание муниципальных архивов;
- проведение муниципальных выборов и местных референдумов.

Главным направлением использования средств местных бюджетов являются расходы, связанные с жизнеобеспечением человека. Более половины всех расходов местных бюджетов идут на социально-культурные мероприятия: жилищно-коммунальное хозяйство, образование, здравоохранение и др.
Наряду с понятием местного бюджета используется понятие консолидированного бюджета муниципального района, который включает бюджет муниципального образования и бюджет поселений.
За рубежом также используется местный бюджет для решения задач социально-экономического развития территорий.